# 西戎

中国中心主义的四夷图

中國中心主義的四夷圖

西戎是西周对其边界以西族群的泛称，在更早的商代曾被稱為羌或氐羌，为藏族、漢族、羌族的先民之一，在戰國時期之後，「西戎」被改為用來代指位於漢族以西的各個非漢民族，為四夷之一。

## 先秦
在距今6000-4000年期間，隴西、河湟等地區是一個濕热同步的氣候最適宜期。以旱作農業為主要生業的仰韶文化的分布，有了很大的扩展，典型遺址有秦安的大地灣、天水的西山坪、師趙村、禮縣的高寺頭、慶陽的南佐疙瘩梁、平涼的廟庄等。在青海東部的循化縣也發現了廟底溝因素的遺存。西進的仰韶文化人群在湟水和大通河流域創造出以精美陶器為特色的馬家窯文化。代表馬家窯文化晚期最高發展水平的馬廠類型，向西分布到河西走廊西端的酒泉、安西等地，甚至向北分布到騰格裏沙漠和額济納旗地區。在甘、青地區，新石器時代以種粟為主的旱作農業文化呈持續的逐步發展狀態。
虽然在先秦夷夏观中，西戎和東夷、北狄、南蠻合称四夷，但有研究指出先秦西戎和先秦北狄皆與中原原住民同出一源。
暂归附于狄人的戎部族又稱鬼戎，古本《竹書紀年》载：“武乙三十五年，周王季伐西落鬼戎，俘十二翟王。”  又有武乙三十年(约公元前1118年)，周王季历攻打义渠，“乃获其君以归”，迫使义渠等戎臣服于商周。《詩經》中也常有周朝與西戎戰爭的史詩，“赫赫南仲，薄伐西戎。”
傳說犬戎是黃帝後裔，與中原姬姓諸國同祖。
西戎居中國者為犬戎，犬戎同為姬姓，居北方者為山戎，居陸渾者為允姓，又稱陰戎、九州之戎。
周平王二十一年，秦文公西征击败西戎，收復周朝舊地，“于是收周余民有之，地至岐，岐以东献之周”。
秦穆公時有西戎八國，即緜諸（今甘肃东部）、緄（今甘肃东部）、翟、豲之戎（今陕西北部）；岐山、梁山（今陕西韩城与洛川之间）、泾水、漆水以北有義渠（今甘肃宁县西北）、大荔（今陕西大荔东）、烏氏（今甘肃平凉西北甘宁交界处）、朐衍（今宁夏盐池一带），皆位於陇山（今宁夏六盘山）附近。其後逐渐被秦国攻滅。
西羌是隶属于西戎的别支，从事牧羊。
語言學家白一平和沙加爾對上古漢語的讀音進行重構，認為「戎」在上古漢語中讀作「*nuŋ」。

## 秦漢以後
被漢族列為「西戎」的外族或國家：吐谷渾、吐蕃藏族、焉耆、龜茲、大宛、康居國、大秦國、泥婆羅、党項羌、高昌、疏勒、于闐、天竺、罽賓、康國、波斯、拂菻、大食、獅子、奄蔡、嚈噠、吐火羅、羌族。

## 學術研究
台灣學者姚大中認為，西戎在漢朝之後被改稱西羌，即羌族的前身。中華人民共和國學者黃烈主張所有西戎族群皆為羌族。中華人民共和國學者冉光榮等人與中華民國學者劉文起也有類似意見。翦伯贊同样認為犬戎與其他西戎部落皆出自羌族。
中華人民共和國學者林澐认为，西戎人群與周代中原人群同出一源，但與战国以后的胡人各民族并沒有任何關係

## 延伸阅读
[在维基数据编辑]
 《欽定古今圖書集成·方輿彙編·邊裔典·西戎部》，出自陈梦雷《古今圖書集成》
 《三國志/卷30》，出自陳壽《三國志》
 《舊唐書·卷198》，出自刘昫《舊唐書》